# 다카네촌 (지바현)
다카네촌(高根村)은 지바현 조세이군에 일찍이 존재했던 촌이다.

## 지리
- 현재의 조세이촌 북부에 해당한다.
- 마을의 대부분은 평지이다.

## 역사
- 1889년 4월 1일 - 정촌제 시행에 수반해 나가라군 다카네혼고촌이 성립하였다.
- 1897년 4월 1일 - 나가라군이 폐지되어 조세이군이 되었다,
- 1941년 2월 11일 - 다카네혼고촌이 다카네촌으로 개칭되었다.

## 인구
| 1891년 | 3,011 |
| 1945년 | 2,921 |
| 1953년 | 3,291 |

## 참고문헌
- 角川日本地名大辞典編纂委員会『角川日本地名大辞典 12 千葉県』、角川書店、1984年 ISBN 4-04-001120-1